# Ласло Балінт
Ласло Балінт (угор. Bálint László, нар. 1 лютого 1948, Будапешт) — угорський футболіст, що грав на позиції захисника. По завершенні ігрової кар'єри — тренер.
Виступав, зокрема, за клуб «Ференцварош», а також національну збірну Угорщини.

## Клубна кар'єра
У дорослому футболі дебютував 1967 року виступами за команду клубу «Ференцварош», в якій провів дванадцять сезонів, взявши участь у 316 матчах чемпіонату. Більшість часу, проведеного у складі «Ференцвароша», був основним гравцем захисту команди. За цей клуб Ласло провів 316 матчів і забив 37 м'ячів.
У 1979 році на 2 сезони перейшов у бельгійський «Брюгге», за який зіграв 48 матчів. Пізніше виступав у французьких клубах «Тулуза» (1981—1983) і «Гренобль» (1983/84). У «Греноблі» Балінт завершив кар'єру гравця в 1984 році.

## Виступи за збірну
29 березня 1972 року дебютував у складі національної збірної Угорщини к програному (0:2) матчі проти ФРН. Протягом кар'єри у національній команді, яка тривала 11 років, провів у формі головної команди країни 76 матчів, забивши 4 голи.
У складі збірної був учасником футбольного турніру на Олімпійських іграх 1972 року у Мюнхені, де разом з командою здобув «срібло», чемпіонату Європи 1972 року у Бельгії (зіграв там 2 поєдинки, проти СРСР та Бельгії), чемпіонату світу 1978 року в Аргентині (зіграв у програному з рахунком 1:3 матчі проти Франції), чемпіонату світу 1982 року в Іспанії. На останньому з цих турнірів вийшов на поле у поєдинках проти Сальвадору (10:1) та Аргентини (1:4).

## Кар'єра тренера
Розпочав тренерську кар'єру невдовзі по завершенні кар'єри гравця, 1985 року, очоливши тренерський штаб клубу «Ракошпотай» з другого дивізіону угорського чемпіонату. У ньому він пропрацював 2 сезони (1985—1987).
Останнім місцем тренерської роботи була збірна Угорщини, головним тренером команди якої Ласло Балінт був протягом 1988 року. Того року збірна провела 6 матчів (2 перемоги, 2 нічиї та 2 поразки).

## Досягнення

### Клубні
Ференцварош
- Чемпіонат Угорщини
  -  Чемпіон (2): 1968, 1976
  -  Срібний призер (4): 1970 (весна), 1971, 1973, 1974, 1979
  -  Бронзовий призер (3): 1969, 1975, 1977

- Кубок Угорщини
  -  Володар (4): 1972, 1974, 1976, 1978
  -  Фіналіст (2): 1977, 1979

- Кубок володарів кубків
  -  Фіналіст (1): 1974/75

- Кубок ярмарків
  -  Фіналіст (1): 1967/68

Брюгге
- Ліга Жупіле
  -  Чемпіон (1): 1979/80

- Суперкубок Бельгії
  -  Володар (1): 1980

Тулуза
- Ліга 2
  -  Чемпіон (1): 1981/82

### У збірній
- Олімпійські ігри
  -  Срібний призер (1): 1972

### Особисті
- Футболіст року в Угорщині (1): 1975